# 天使行動2
『天使行動2』（てんしこうどう2、原題：天使行動之二、英題：Angel II）は、1989年に香港で制作されたアクション映画である。
『天使行動』シリーズ全3作のうちの第2作目。なお1作目でムーン・リーと共演していた西城秀樹は2作目以降は出演していない。
1990年7月6日日本公開。同時上映は『ダブル・リベンジ/地獄の標的』。配給はヒューマックス・ピクチャーズ。94分。シネマスコープサイズ。都内独占上映で2週間限定での公開。
日本公開されたのはシリーズ2作目まで。3作目『天使行動3』は日本ではVHSスルー。